# 萊恩高原
84°23′S 175°26′E / 84.383°S 175.433°E
萊恩高原（Lane Plateau），是南極洲的高原，位於杜費克海岸，屬於毛德王后山脈中休斯山脈的一部分，長17公里、寬5公里，海拔高度3,000米，現時由南極條約體系管理。